# Sasinkovo
Sasinkovo est un village de Slovaquie situé dans la région de Trnava.

## Histoire
Première mention écrite du village en 1256.

## Démographie

### Évolution de la population
| Année:               | 1994. | 2004.   | 2014.   | 2024.   |
| -------------------- | ----- | ------- | ------- | ------- |
| Nombre de personnes: | 897   | 872     | 854     | 813     |
| Différence:          |       | -2,78 % | -2,06 % | -4,80 % |

| Année:               | 2023. | 2024.   |
| -------------------- | ----- | ------- |
| Nombre de personnes: | 837   | 813     |
| Différence:          |       | -2,86 % |